# Nordiidae
Nordiidae (лат.) — семейство мелких круглых червей из отряда Dorylaimida. Более 200 видов.

## Описание
Наземные и пресноводные свободноживущие нематоды, питаются водорослями, всеядные, некоторые хищники. Одонтостиль тонкий, обычно длиннее, чем ширина в области губ. Одонтостиль с мелким отверстием, обычно менее 33 % от его длины; окружённым склеротизированным кольцом.

## Систематика
Включает 4 подсемейства, 22 рода, 215 вида.
- Actinolaimoidinae Jairajpuri & Ahmad, 1992
  - Actinolaimoides  Meyl, 1957
  - Ecanema  Ahmad & Shaheen, 2005
  - Malekus  Thorne, 1974
  - Oonaguntus  Thorne, 1974
  - Oriverutoides  Ahmad & Sturhan, 2002
  - Oriverutus  Siddiqi, 1971
- Cephalodorylaiminae Jairajpuri, 1967
  - Cephalodorylaimus  Jairajpuri, 1967
  - Echinodorus  Siddiqi, 1995
  - Ottolaimus  Kirjanova, 1951
- Nordiinae Jairajpuri & A.H.Siddiqi, 1964
  - Acunemella  Andrássy, 2002
  - Dorydorella  Andrássy, 1987
  - Longidorella  Thorne, 1939
  - Thornedia  Husain & A.M.Khan, 1965
- Pungentinae Siddiqi, 1964
  - Californidorus  Robbins & Weiner, 1978
  - Enchodelus  Thorne, 1939[5][6]
    - Enchodelus groenlandicus

  - Heterodorus  Altherr, 1952[7]
  - Nepalus  Ahmad & Jairajpuri, 1980
  - Paraenchodelus  Ahmad & Jairajpuri, 1980
  - Rotundus  Ahmad & Jairajpuri, 1980
  - Enchodorus  Vinciguerra, 1976
  - Kochinema  Heyns, 1963
  - Lanzavecchia  Zullini, 1988
  - Lenonchium  Siddiqi, 1965
  - Pungentus  Thorne & Swanger, 1936[8]
  - Rhyssocolpus  Andrássy, 1971[9]